# Incurviseta flavipalpis
Incurviseta flavipalpis är en tvåvingeart som beskrevs av Malloch 1927. Incurviseta flavipalpis ingår i släktet Incurviseta och familjen lövflugor. Inga underarter finns listade i Catalogue of Life.